# Csatorna Petit Fort Philippe-nél
A Csatorna Gravelines-nél, Petit Fort Philippe (Le Chenal de Gravelines, Petit Fort Philippe) című festmény Georges Seurat alkotása, amely az Indianapolis Museum of Art gyűjteményének része.

## Keletkezése
Seurat számos alkalommal megfestette a Gravelines-nél a tengerbe folyó L’Aa csatornát. 1890-es festményén Petit Fort Philippe településrész kikötője látható. A pointilista stílusban készült kép módszeresen felvitt színes pöttyök sokaságával jeleníti meg a látványt, és ragadja meg a tengerparti levegő és fény tisztaságát. A tárgyak gondos horizontális és vertikális elrendezésével a festő kiegyensúlyozott kompozíciót hozott létre, amely rendkívül pontosan adja vissza a kikötő valódi látványát. A kép újraalkotott kerete ultramarinkék, amely kiemeli a kép fényeit; ezt a színt használta Georges Seurat tengerparti képeihez.
A festmény 1937-ben került Észak-Amerikába, először New Yorkba. 1945 júniusában az indianapolisi Caroline Marmon Fesler vásárolta meg, és a John Herron Art Institute-nak adta, amelyből az Indianapolis Museum of Art alakult.